# Rugby a 7 ai XIX Giochi panamericani
I tornei di rugby a 7 ai XIX Giochi panamericani si sono svolti a Santiago del Cile, in Cile, dal 3 al 4 novembre 2023, allo Stadio della Pintana. Il rugby a 7 fu presente ai giochi panamericani per la prima volta, in campo maschile, nell'edizione del 2011 a Guadalajara, in Messico. Hanno partecipato ai tornei 8 squadre maschili e otto femminili, ciascuna composta da una rosa di 12 giocatori.

## Medaglie
| Evento                      | Oro         | Argento | Bronzo  |
| Torneo maschile (dettagli)  | Argentina   | Cile    | Canada  |
| Torneo femminile (dettagli) | Stati Uniti | Canada  | Brasile |